# Rivulus beniensis
Rivulus beniensis és un peix de la família dels rivúlids i de l'ordre dels ciprinodontiformes.

## Morfologia
Els mascles poden arribar als 4 cm de longitud total.

## Distribució geogràfica
Es troba a Sud-amèrica: Bolívia.